# Tremellodendron cladonia
Tremellodendron cladonia är en svampart som först beskrevs av Ludwig David von Schweinitz, och fick sitt nu gällande namn av Edward Angus Burt 1915. Tremellodendron cladonia ingår i släktet Tremellodendron och familjen Sebacinaceae.   Inga underarter finns listade i Catalogue of Life.